# 武林武士
武林 武士（たけばやし たけし、1962年1月2日 - ）は日本の漫画家。埼玉県出身。
1993年に『光の獅子 闇の王 アルバートオデッセイ』でデビュー。
代表作は『とっておきMAXION』『放課後アドベンチャーヴァリアント』など。また、一般的に『闘神伝』のコミックというと、武林によるコミカライズ版が指摘されることが多い。

## 作品リスト
- 光の獅子闇の王 アルバートオデッセイ（全1巻、角川書店）
- 光の剣闇の刃 邪神の胎動 アルバートオデッセイ2（全1巻、角川書店）
- タイムトラベラー愛（全3巻、学習研究社）
- 西川口大学楽園倶楽部（全2巻、学習研究社）
- 闘神伝（全5巻、角川書店）
- とっておきMAXION（全4巻、学習研究社）
- 放課後アドベンチャーヴァリアント（全5巻、角川書店）
- ざっつ西川口大学（全1巻、大都社）
- よもやま病院へどーぞ!（全1巻、ワニマガジン社）
- 愛と欲望の1/6（全1巻、ワニマガジン社）
- 箱の中のアダム（全1巻、ワニマガジン社）
- 愛ある十四夜（全1巻、ワニマガジン社）
- 美女で上司で年上で…（全1巻、少年画報社）
- 白い秘めごと（全1巻、ワニマガジン社）
- 年上美女倶楽部（全1巻、双葉社）
- おとなりの麗人 武林武士・短編作品集（全1巻、宙出版）
- 真夜中ゼミナール（全3巻、双葉社）
- 同居人におねがい（全1巻、宙出版）
- オフィス・パラダイス 美女とオフィスと欲望と（全1巻、少年画報社）
- Exレディ・舞（全1巻、双葉社）
- トナリはナニを（全1巻、双葉社）
- ビン貧ドリーマー（全1巻、双葉社）
- もも色ルームシェア（全1巻、芳文社)
- お願いライフセーバー  （全1巻、双葉社）
- あなたとエッチ（全1巻、芳文社)
- 声姫 (既刊2巻、芳文社)
- サンプルえっち（全1巻、双葉社）